# 特殊核爆破資材

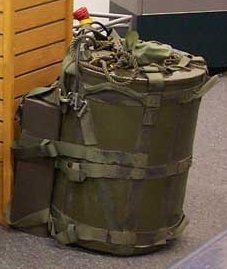
H-912 輸送コンテナに収められたSADM

特殊核爆破資材(Special Atomic Demolition Munition,SADM)とは、アメリカ合衆国が開発した超小型の核兵器である。
その大きさより"スーツケース型核爆弾"や"超小型核爆弾"とも称される。

## 概要
アメリカ海軍およびアメリカ海兵隊の特殊部隊向けの装備で、爆破器材の一つに分類される。空挺降下もしくは潜水により隠密潜入する兵士によって運ばれ、重要施設・地点の所定の場所に設置・爆破する運用構想であった。
全体は大きめの背嚢ほどの大きさに取りまとめられており、重量は68kg。兵士が背負って運ぶことが可能である。使用弾頭はW54核弾頭であり、機械式タイマーにより起爆する。核出力は可変であり、10tから1ktまで選択できた。
1965年より配備され、1989年、冷戦の終結ともに退役した。

## 登場作品

### 小説
『復讐戦(PAYBACK)』
冷戦中に東ドイツに設置する目的で米特殊部隊のチームが降下するも、アクシデントにより全員死亡し、SADMも当局に押収される。時は流れ冷戦後、テロリスト･グループにSADMと暗号鍵が渡ったことから、事態が動き出す。
『スーツケース一杯の恐怖』
冷戦中にソ連で開発されたスーツケース核爆弾がアメリカ国内に持ち込まれ、そのうち数個が行方不明となっていた。

### アニメ
『聖戦士ダンバイン』
巨大空中戦艦を破壊するため、超小型核爆弾が家具に偽装されて贈り物として届けられた。

### 漫画
『砂の薔薇』
テロリストによって製造された超小型核爆弾を回収するため、対テロ部隊の主人公たちが出動する。ただし、登場したのはSADMそのものではなく、「重量約2kg、50km四方を破壊可能なメガトン級核兵器」という作中オリジナルの物である。
『Cat Shit One』
最終話にて、主人公らがホーチミン・ルートを爆破するため用いようとする。しかし、被爆者の知り合いを持つ隊員が使用に反対したことで作戦は現場判断で放棄、起爆されずに終わる。

### ゲーム
『バトルフィールド3』
シングルプレイの「OPERATION GUILLOTINE」にて、主人公のヘンリー・ブラックバーン達が発見した小型核爆弾は、運搬ケースの外観がSADMに酷似している。大型の収容容器の空きスペースから元は3発収められていたが、発見時には1発しか収められておらず、こちらは「FEAR NO EVIL」にてブラックバーン達の手によってヘリに乗せられ、安全圏へと運ばれた。そして残る2発はソロモンとPLRによってパリとニューヨークへ運ばれ、前者は「COMRADES」の終盤で爆発してパリ市民8万人を死なせる大惨事を引き起こすが、後者は「THE GREAT DESTROYER」でブラックバーンがソロモンとの戦いに勝利して、爆発を阻止させた。
「KAFFAROV」におけるアミール・カファロフやもう一人の主人公ディマことディミトリ・マヤコフスキーの言、そしてブラックバーンを尋問するCIAの尋問官の言を総合すると、小型核爆弾はロシア製でカファロフがソロモンの意によって調達した物であり、その威力はロシアのスーツケース核爆弾と一致するとのこと。
『サイバーパンク2.0.2.0.』及び『サイバーパンク2077』
第四次企業戦争で、アラサカタワーを破壊する為にミリテクの突入部隊が使用。当初はタワーのみを破壊する予定だったが、地上120階で爆発した為にナイトシティ中心部が壊滅した。